# Éric Liberge

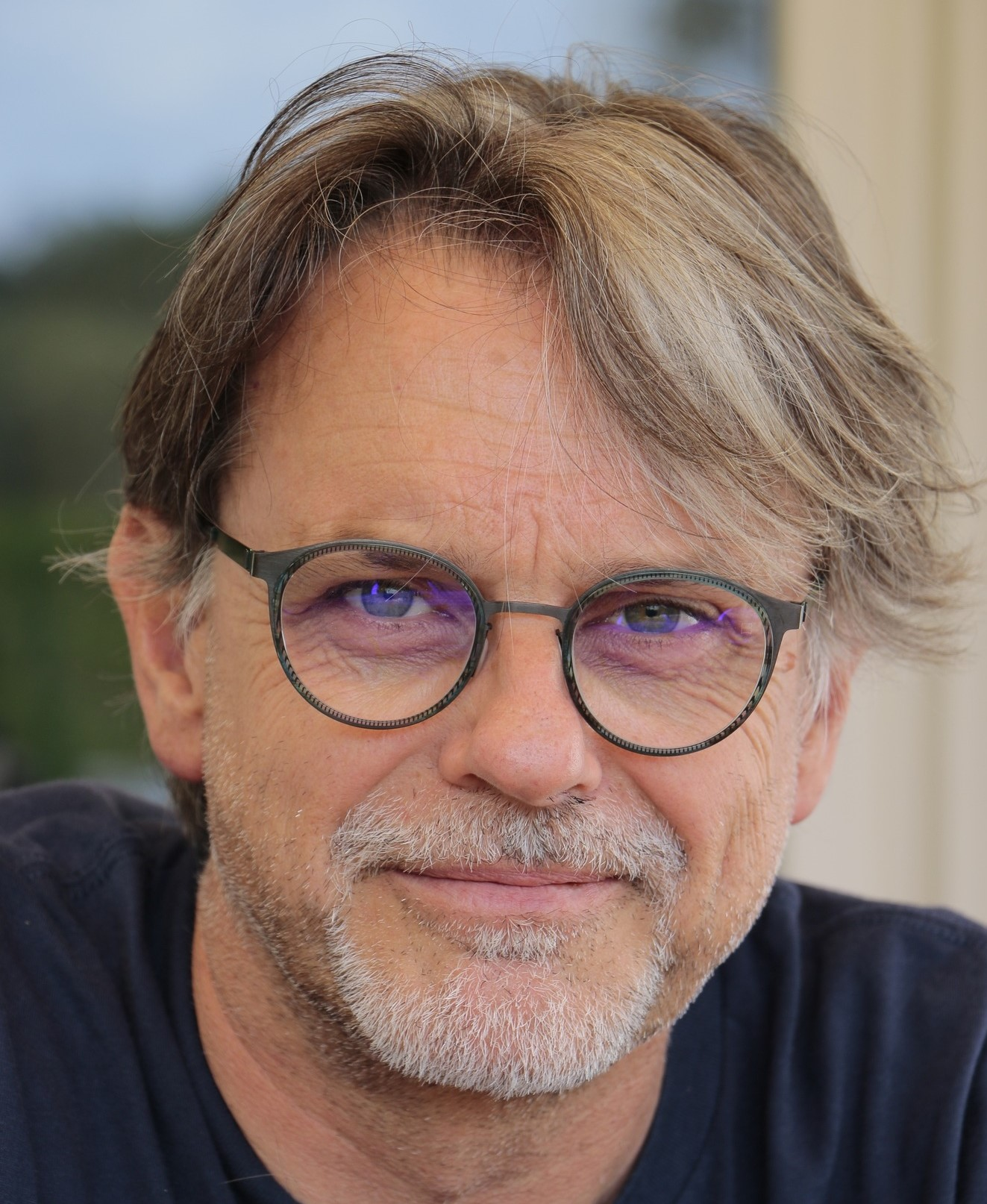
Éric Liberge (2024)

Éric Liberge (* 31. August 1965) ist ein französischer Comiczeichner, der in der Region Bordeaux lebt.
Mit 12 Jahren begann er, Skelette zu zeichnen. Ab 1996 arbeitete er an Monsieur Mardi-Gras Descendres, dessen erster Band 1998 bei einem kleinen Verlag erschien und für den er 1999 den Prix René Goscinny auf dem Festival International de la Bande Dessinée d’Angoulême erhielt. Dieser wurde dann bei Pointe Noire und später bei Dupuis neu verlegt. Seine Themen sind ursprünglich Fantasy und Science Fiction, in neuerer Zeit auch Geschichte wie der Zweite Weltkrieg (Wotan).
Seine Werke sind zum Teil ins Deutsche und Englische übersetzt worden.

## Veröffentlichungen
Monsieur Mardi-Gras Descendres
- Bienvenue! (Zone créative, 1998), dt.: Monsieur Mardi-Gras – Unter Knochen. Band 1: Willkommen! (Splitter, 2008) ISBN 978-3-940864-31-4
- Le Télescope de Charon (Pointe Noire, 2000), dt.: Monsieur Mardi-Gras – Unter Knochen. Band 2: Das Teleskop von Charon (Splitter, 2008) ISBN 978-3-940864-33-8
- Le Pays des Larmes (Pointe Noire, 2001), dt.: Monsieur Mardi-Gras – Unter Knochen. Band 3: Das Land der Tränen (Splitter, 2009) ISBN 978-3-940864-34-5
- Le Vaccin de la Résurrection (Dupuis, 1985), dt.: Monsieur Mardi-Gras – Unter Knochen. Band 4: Die Formel der Wiederauferstehung (Splitter, 2009) ISBN 978-3-940864-35-2
- Le Facteur Cratophane – Prologue à Monsieur Mardi-Gras Descendres (Dupuis, 2016), dt.: Post aus dem Jenseits. Prolog zu Monsieur Mardi-Gras – Unter Knochen (Splitter, 2016) ISBN 978-3-95839-320-2

Le Dernier Marduk
- Léopold (P.M.J. éditions, 2000)
- Tiamat (P.M.J. éditions, 2003)

Relayer
zusammen mit Vincent Gravé
- Relayer (Pointe Noire, 2001)
- Le Chasseur de papillons (Éditions Carabas, 2004)
- La Bonne Étoile (Éditions Carabas, 2005)
- Le Labyrinthe (Éditions Carabas, 2006)

Métal
- Le Musée d’Airain (Soleil, 2003)

Les Corsaires d’Alcibiade
zusammen mit Denis-Pierre Filippi
- Élites secrètes (Dupuis, 2004), dt.: Die Korsaren der Alkibiades. Band 1: Geheime Eliten (Egmont Comic Collection, 2010) ISBN 978-3-7704-3360-5
- Le Rival (Dupuis, 2006), dt.: Die Korsaren der Alkibiades. Band 2: Der Rivale (Egmont Ehapa, 2010) ISBN 978-3-7704-3361-2
- Le Français (Dupuis, 2007), dt.: Die Korsaren der Alkibiades. Band 3: Der Franzose (Egmont Ehapa, 2011) ISBN 978-3-7704-3362-9
- Le Projet secret (Dupuis, 2009), dt.: Die Korsaren der Alkibiades. Band 4: Das Geheimprojekt (Egmont Ehapa, 2011) ISBN 978-3-7704-3390-2
- Alètheia (Dupuis, 2010), dt.: Die Korsaren der Alkibiades. Band 5: Alètheia (Egmont Ehapa, 2011) ISBN 978-3-7704-3472-5

Wotan
- 1939–1940 (Dupuis 2011)
- Wotan – Cycle complet (Dupuis 2014)

Versailles
zusammen mit Didier Convard und Éric Adam
- Le Crépuscule du Roy (Glénat, 2012)
- L’Ombre de Marie-Antoinette (Glénat, 2013)
- Le Sacrifice du fou (angekündigt)

La Jeunesse de Staline
zusammen mit Arnaud Delalande und Hubert Prolongeau
- Sosso (Les Arènes, 2017)
- Koba (Les Arènes, 2017)

Le Suaire
zusammen mit Gérard Mordillat und Jérôme Prieur
- Lirey, 1357 (Futuropolis, 2018)

Einzelbände, teilweise zusammen mit anderen Autoren
- Tonnerre rampant (Soleil, 2002)
- Les Contes de l’Ankou (Soleil 2005)
- Aux heures impaires (Futuropolis & Musée du Louvre Éditions, 2008)
- Camille Claudel (Glénat, 2012), zusammen mit Vincent Gravé
- Le Cas Alan Turing (Les Arènes, 2015), zusammen mit Arnaud Delalande, dt.: Der Fall Alan Turing (bahoe books, 2021) ISBN 978-3-903290-44-0